# 亞索 (布吉納法索)
亞索（Yasso）為布吉納法索的一座城鎮，由布克萊迪穆翁大區巴瓦省巴拉韋縣管轄。海拔高度270公尺。2005年人口普查中該城鎮人口有4,191人。

## 氣候
亞索的年均溫度為27℃，其中4月為最炎熱的月份，平均溫度可達到34℃；而8月為最寒冷的月份，平均溫度只有24℃。該城鎮的年平均降雨量為992毫米，其中8月為最潮濕的月份，平均降雨量達273毫米；而12月為最乾燥的月份，平均降雨量只有1毫米。

## 外部連結
- Satellite map at Maplandia.com